# Crise de reféns no Líbano
A crise de reféns no Líbano foi o sequestro no Líbano de 104 reféns estrangeiros entre 1982 e 1992, quando a Guerra Civil Libanesa estava no auge. Os reféns eram em sua maioria norte-americanos e europeus ocidentais, porém 21 nacionalidades estavam representadas. Pelo menos oito reféns morreram em cativeiro; alguns foram assassinados, enquanto outros morreram por falta de atendimento médico adequado a doenças.
Os responsáveis pelos raptos usaram nomes diferentes, mas o depoimento dos antigos reféns indica que quase todos os sequestros foram feitos por um único grupo de cerca de uma dúzia de homens, oriundos de vários clãs dentro da organização Hezbollah. Particularmente importante na organização foi Imad Mughniyah. O Hezbollah negou publicamente o envolvimento. O governo teocrático do Irã teria desempenhado um papel importante nos sequestros  e pode tê-los instigado.
Acredita-se que o motivo original para a tomada de reféns tenha sido desencorajar retaliação por parte dos Estados Unidos, Síria ou outras potências contra o Hezbollah, o qual foi creditado pela morte de 241 norte-americanos e 58 franceses nos quartéis dos Fuzileiros Navais e nos atentados à embaixada em Beirute em 1983. Outras explicações para os sequestros ou a manutenção prolongada de reféns são os interesses da política externa iraniana, incluindo o desejo de extrair concessões dos países ocidentais, haja vista os sequestradores eram fortes aliados da República Islâmica do Irã.
As medidas rígidas de segurança tomadas pelos detentores dos reféns conseguiram evitar o resgate de todos, exceto alguns dos cativos, e isso, juntamente com a pressão pública da mídia e das famílias dos reféns, levou ao colapso do princípio antiterrorismo de "sem negociações, sem concessões" por parte das autoridades estadunidenses e francesas. Nos Estados Unidos, o governo Reagan negociou uma troca de armas secretas e ilegais com o Irã, conhecida como caso Irã-Contras.
Acredita-se que o fim da crise em 1992 teria sido precipitado pela necessidade de ajuda e investimentos ocidentais da Síria e do Irã após o fim da Guerra Irã-Iraque e da dissolução da União Soviética, e com promessas ao Hezbollah de que poderia permanecer armado após o fim da Guerra Civil Libanesa e que a França e a Estados Unidos não buscariam vingança contra a organização.

### Filmografia
- Documentário de 2007 Les otages du Liban de 1985-1988 de Jean-Charles Deniau (em francês)

- Este artigo foi inicialmente traduzido, total ou parcialmente, do artigo da Wikipédia em inglês cujo título é «Lebanon hostage crisis».